# Liste der Kantone im Département Calvados
Das Département Calvados liegt in der Region Normandie in Frankreich. Es untergliedert sich in 4 Arrondissements mit 25 Kantonen (französisch cantons).

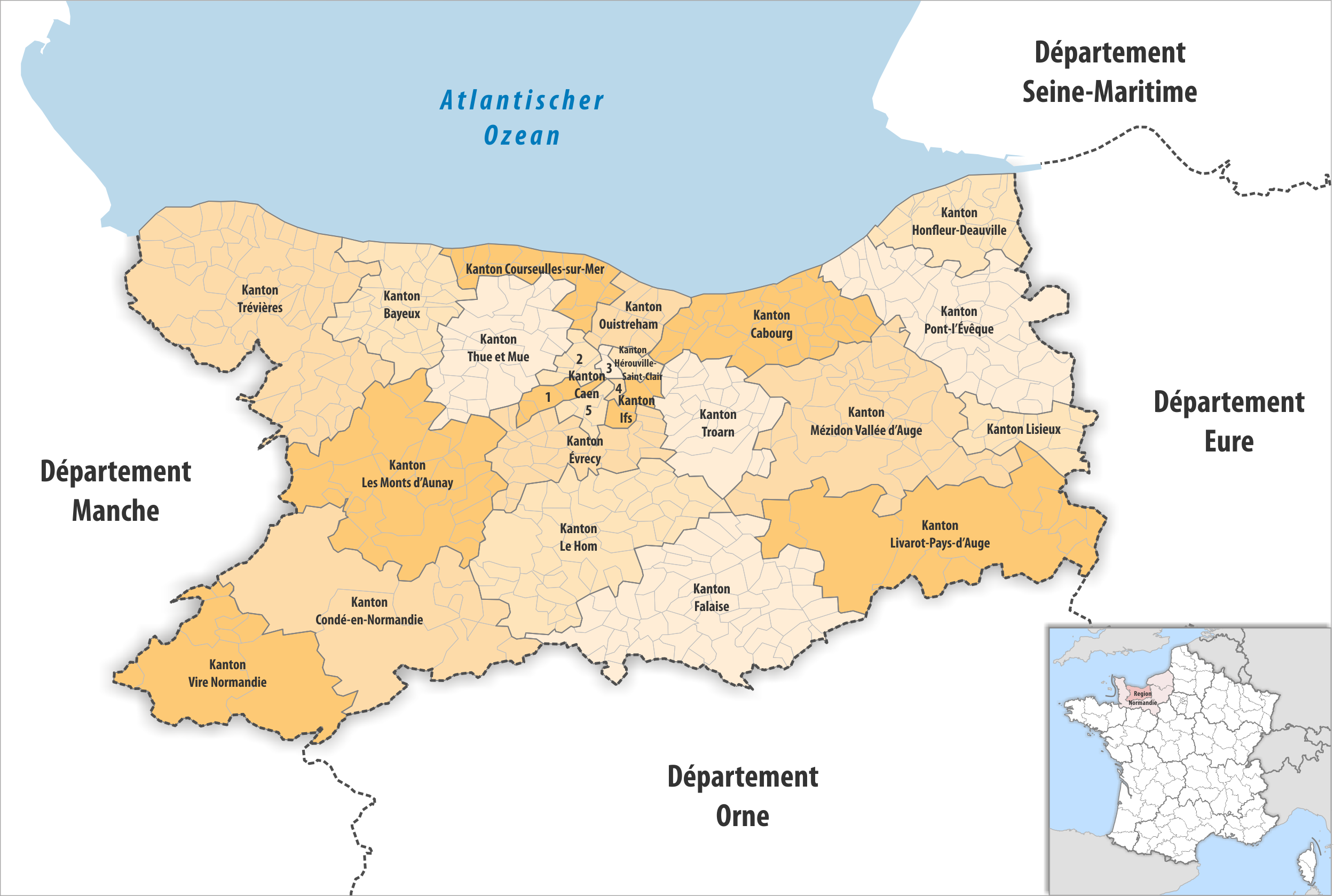
Gemeinden und Kantone im Département Calvados

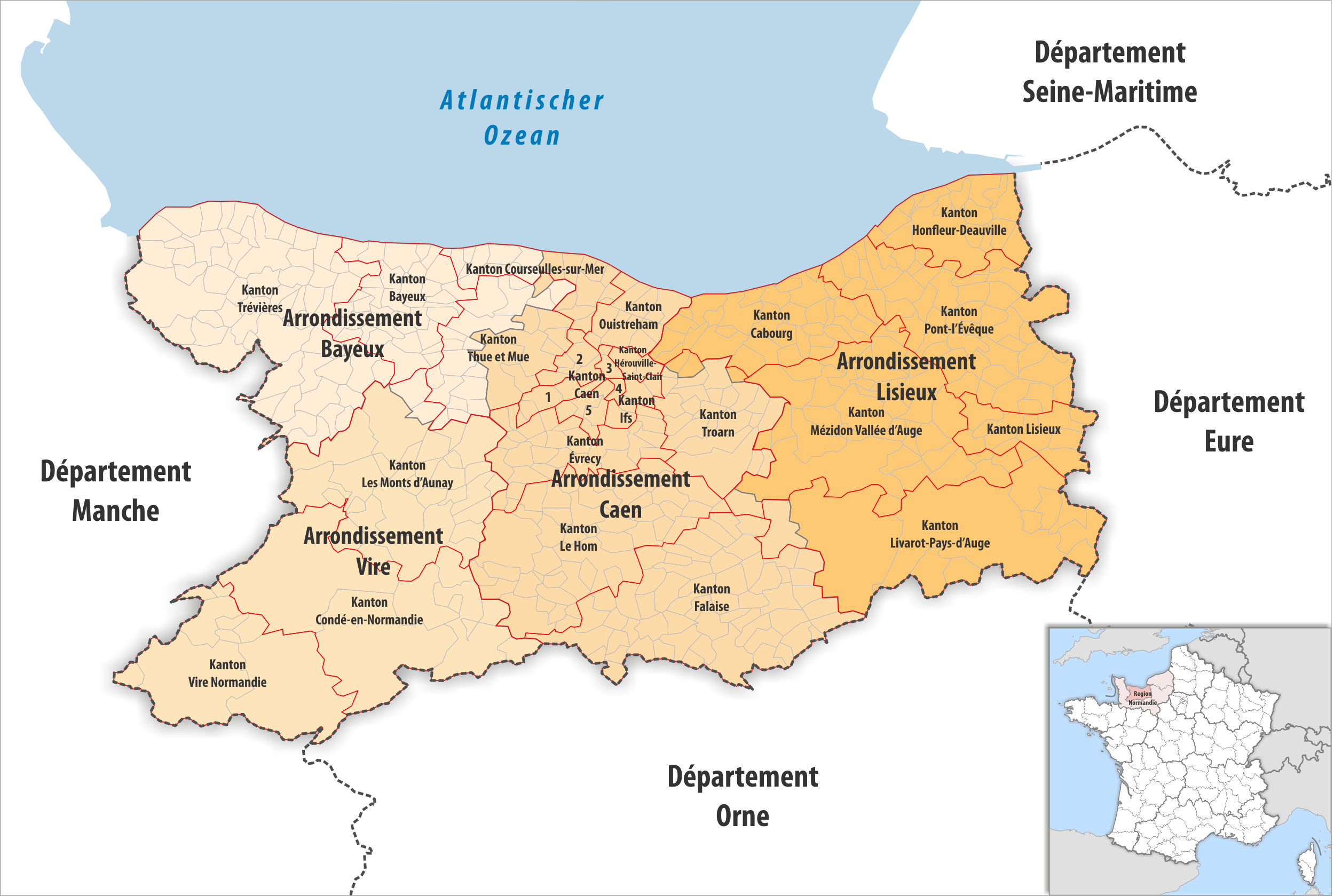
Gemeinden, Arrondissemente und Kantone im Département Calvados

| Kanton                 | Gemeinden | Einwohner 1. Januar 2022 | Fläche km² | Dichte Einw./km² | Code INSEE | Arrondissement(e) |
| ---------------------- | --------- | ------------------------ | ---------- | ---------------- | ---------- | ----------------- |
| Bayeux                 | 34        | 29.256                   | 193,33     | 151              | 1402       | Bayeux            |
| Cabourg                | 34        | 30.063                   | 221,67     | 136              | 1404       | Lisieux           |
| Caen-1                 | 4 1⁄5     | 29.334                   | 26,42      | 1.110            | 1405       | Caen              |
| Caen-2                 | 5 1⁄5     | 30.524                   | 29,08      | 1.050            | 1406       | Caen              |
| Caen-3                 | 1 ⁄5      | 28.009                   | 7,73       | 3.623            | 1407       | Caen              |
| Caen-4                 | 1⁄5       | 27.679                   | 5,26       | 5.262            | 1408       | Caen              |
| Caen-5                 | 4 1⁄5     | 28.259                   | 25,78      | 1.096            | 1409       | Caen              |
| Condé-en-Normandie     | 8 1⁄2     | 22.667                   | 487,75     | 46               | 1410       | Vire              |
| Courseulles-sur-Mer    | 21        | 28.822                   | 103,60     | 278              | 1411       | Bayeux, Caen      |
| Évrecy                 | 27        | 35.779                   | 165,62     | 216              | 1412       | Caen              |
| Falaise                | 57        | 26.572                   | 462,11     | 58               | 1413       | Caen              |
| Hérouville-Saint-Clair | 2         | 29.488                   | 17,78      | 1.658            | 1414       | Caen              |
| Honfleur-Deauville     | 17        | 29.434                   | 157,47     | 187              | 1415       | Lisieux           |
| Ifs                    | 4         | 32.383                   | 26,59      | 1.218            | 1416       | Caen              |
| Le Hom                 | 42        | 24.960                   | 387,79     | 64               | 1422       | Caen              |
| Les Monts d’Aunay      | 28 1⁄2    | 25.583                   | 423,52     | 60               | 1401       | Bayeux, Vire      |
| Lisieux                | 10        | 25.621                   | 96,47      | 266              | 1417       | Lisieux           |
| Livarot-Pays-d’Auge    | 12        | 21.736                   | 472,40     | 46               | 1418       | Caen, Lisieux     |
| Mézidon Vallée d’Auge  | 38        | 24.129                   | 459,36     | 53               | 1419       | Caen, Lisieux     |
| Ouistreham             | 11        | 35.253                   | 72,93      | 483              | 1420       | Caen              |
| Pont-l’Évêque          | 47        | 28.919                   | 371,91     | 78               | 1421       | Lisieux           |
| Thue et Mue            | 26        | 29.047                   | 229,41     | 127              | 1403       | Bayeux, Caen      |
| Trévières              | 59        | 26.420                   | 581,74     | 45               | 1423       | Bayeux            |
| Troarn                 | 24        | 30.835                   | 191,30     | 161              | 1424       | Caen, Lisieux     |
| Vire Normandie         | 9         | 23.833                   | 317,45     | 75               | 1425       | Vire              |
| Département Calvados   | 526       | 704.605                  | 5.534,47   | 127              | 14         | –                 |

## Liste ehemaliger Kantone
Bis zum Neuzuschnitt der französischen Kantone im März 2015 war das Département Calvados wie folgt in 49 Kantone unterteilt:
| Arrondissement | Kantone |
| -------------- | --- |
| Bayeux         | Balleroy, Bayeux, Caumont-l’Éventé, Isigny-sur-Mer, Ryes, Trévières |
| Caen           | Bourguébus, Bretteville-sur-Laize, Cabourg, Caen-1, Caen-2, Caen-3, Caen-4, Caen-7, Caen-8, Caen-9, Caen-10, Caen-Hérouville (Caen-6), Creully, Douvres-la-Délivrande, Évrecy, Falaise-Nord, Falaise-Sud, Hérouville-Saint-Clair (Caen-5), Morteaux-Coulibœuf, Ouistreham, Thury-Harcourt, Tilly-sur-Seulles, Troarn, Villers-Bocage |
| Lisieux        | Blangy-le-Château, Cambremer, Dozulé, Honfleur, Lisieux-1, Lisieux-2, Lisieux-3, Livarot, Mézidon-Canon, Orbec, Pont-l’Évêque, Saint-Pierre-sur-Dives, Trouville-sur-Mer |
| Vire           | Aunay-sur-Odon, Le Bény-Bocage, Condé-sur-Noireau, Saint-Sever-Calvados, Vassy, Vire |